# Condado de Georgetown
O Condado de Georgetown é um dos 46 condados do Estado americano da Carolina do Sul. A sede do condado é Georgetown, e sua maior cidade é Georgetown. O condado possui uma área de 2 681 km² (dos quais 570 km² estão cobertos por água), uma população de 55 797 habitantes, e uma densidade populacional de 26 hab/km² (segundo o censo nacional de 2000). O condado foi fundado em 1769.